# Здание приказов
Здание приказов в Московском Кремле — в прошлом монументальный комплекс административных зданий, в которых размещались центральные органы государственного управления Московского царства — приказы. «Старое» здание приказов относилось к концу XVI века, «новое» было построено на месте старого в конце XVII века и снесено в 1770-х годах.

## История постройки
Деревянные «дьячи избы» строились на боярских дворах ещё при Иване Грозном. С течением времени образовались и приказы: Посольский, Разрядный, Поместный, Стрелецкий, Разбойный, Ямской и другие. Под строительство зданий для них была отведена земля бывшего владения младшего сына Ивана Калиты к востоку от Архангельского собора, которая уже во второй половине XV века перешла в царскую собственность.

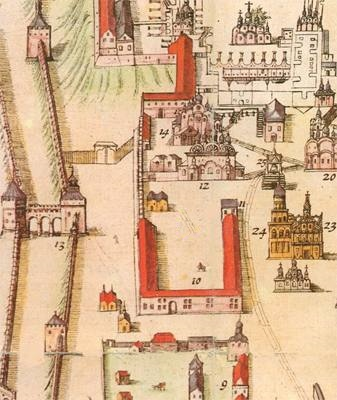
Фрагмент плана «Кремленаград». Север — справа

Постройки приказов до 1564—1565 годов были деревянными. При Борисе Годунове в 1591 году был создан П-образный комплекс двухэтажных каменных зданий под общей крышей с южной стороны Ивановской площади (в летописи сказано, «…зачали делати избы дьячие каменыя у Архангела на площади…»).

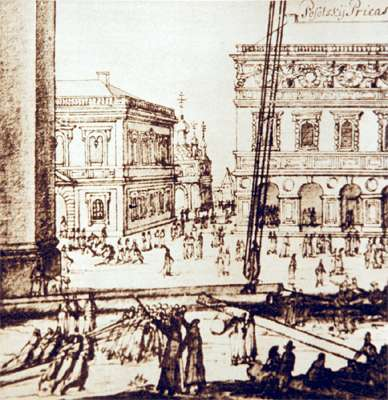
Фрагмент здания приказов на рисунке Пальмквиста (слева, справа — Посольский приказ)

Фрагмент фасада этого здания виден на заднем плане на рисунке Э. Пальмквиста «Подъём колокола на Ивановскую колокольню» (1675 г.).
| Уменьшить обратно                                                                            |
| «Старое» (тонкая линия) и «новое» (зелёное) здания приказов на схеме Бартенева. Север вверху |

Между 1675—1683 годами комплекс был перестроен («новые приказы»). Двухэтажный каменный корпус протянулся по бровке Кремлёвского холма от Архангельского собора почти до Спасской башни, замыкая с юга Соборную и Ивановскую площади.
Здание было разобрано в 1767—1770 гг. ввиду предполагавшегося строительства Большого Кремлёвского дворца по проекту В. И. Баженова.
«Новое» здание хорошо просматривается на гравюре П. Пикарта «Вид Москвы из Замоскворечья» (1708 год).

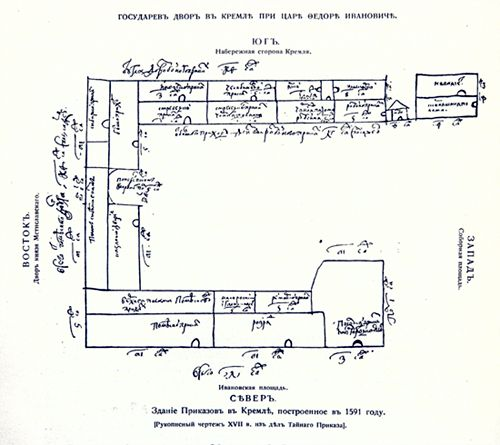
Расположение приказов на схеме XVII века. Север внизу

Площадь перед приказами была всегда заполнена просителями, дожидавшимися своей очереди на приём в тот или иной приказ. Существовал особый разряд приказных служащих, подрабатывавших тем, что проводили посетителей вне очереди. С посетителями приказов связано выражение «Орать на всю Ивановскую».